# Mistrzostwa Serbii i Czarnogóry w piłce siatkowej mężczyzn
Mistrzostwa Serbii i Czarnogóry w piłce siatkowej mężczyzn – cykliczne, krajowe rozgrywki sportowe, organizowane od 2003 roku przez Związek Piłki Siatkowej Serbii i Czarnogóry, mające na celu wyłonienie najlepszego siatkarskiego zespołu w Serbii i Czarnogórze.
Mistrzostwa odbywały się w latach 2003–2006. Wraz z uzyskaniem przez Czarnogórę niepodległości krajowe federacje zaczęły organizować oddzielne rozgrywki w Serbii i w Czarnogórze.
W latach 1991–2003 rozgrywane były mistrzostwa FR Jugosławii.

## Medaliści

### Federalna Republika Jugosławii
| Sezon     | 1. miejsce                             | 2. miejsce                    | 3. miejsce                 |
| --------- | -------------------------------------- | ----------------------------- | -------------------------- |
| 1991/1992 | Vojvodina Nowy Sad                     | Crvena zvezda Belgrad         |                            |
| 1992/1993 | Vojvodina Holding Š Nowy Sad           | Partizan Voban Belgrad        |                            |
| 1993/1994 | Vojvodina Union Internacional Nowy Sad | Crvena zvezda Belgrad         |                            |
| 1994/1995 | Vojvodina Union Internacional Nowy Sad | Crvena zvezda Belgrad         |                            |
| 1995/1996 | Vojvodina NIS RNS Nowy Sad             | Partizan Belgrad              |                            |
| 1996/1997 | Vojvodina NIS RNS Nowy Sad             | Crvena zvezda Belgrad         |                            |
| 1997/1998 | Vojvodina NIS RNS Nowy Sad             | Budućnost Podgorička banka AD |                            |
| 1998/1999 | Vojvodina NIS RNS Nowy Sad             | Crvena zvezda Belgrad         |                            |
| 1999/2000 | Vojvodina Novolin Nowy Sad             | Milicionar Belgrad            |                            |
| 2000/2001 | Budvanska Rivijera Budva               | Milicionar Belgrad            |                            |
| 2001/2002 | Budućnost Podgorička banka             | Budvanska Rivijera Budva      |                            |
| 2002/2003 | Crvena zvezda Galax Belgrad            | Budvanska Rivijera Budva      | Budućnost Podgorička banka |

### Serbia i Czarnogóra
| Sezon     | 1. miejsce                 | 2. miejsce                     | 3. miejsce               |
| --------- | -------------------------- | ------------------------------ | ------------------------ |
| 2003/2004 | Vojvodina Novolin Nowy Sad | Si&Si Budvanska Rivijera Budva | Partizan Belgrad         |
| 2004/2005 | Budućnost Podgorička banka | Vojvodina Novolin Nowy Sad     | Crvena zvezda Belgrad    |
| 2005/2006 | Budućnost Podgorička banka | Vojvodina Novolin Nowy Sad     | Budvanska Rivijera Budva |